# 엘 나스
엘나스 또는 황소자리 베타(β Tau)는 겉보기 등급 1.65로 황소자리에서 두 번째로 가장 밝은 별이다.(알파별은 알데바란) 이 별은 지구로부터 134 광년 떨어져 있으며 화학적으로 특이한 성질을 보이는 분광형 B7의 거성이다.

## 항성 이름
이 별에는 바이어 명칭으로 황소자리 베타와 마차부자리 감마 두 개가 있다. 프톨레미는 엘나스를 마차부자리 구성원으로 넣었으며 요한 바이어는 마차부자리와 황소자리 두 영역에 모두 포함시켰다. 1930년 현대 별자리의 영역이 확립되면서 '마차부자리 감마' 명칭은 거의 쓰이지 않고 있다.
전통적으로 불려오던 애칭 엘나스(엘 나스 또는 알나스)는 아랍어 단어 النطح (안-나스, '황소의 두 뿔')에서 유래한 것이다. 다수(전부는 아님)의 아랍어 항성명칭처럼 관사 ال는 문자 그대로 엘(el)로 번역되지만, 이 관사는 아랍어 발음에서 뒤에 오는 n에 동화되어 생략할 수 있다. 따라서 항성 명칭을 '나스'로 줄여 부를 수 있다. 2016년 국제천문연맹은 항성의 고유명칭들을 정리하고 표준화 할 목적으로 산하에 항성명칭심의위원회(WGSN)를 조직했다. WGSN은 2016년 7월 공식 인증된 항성명칭 목록을 최초로 공표했고 엘나스 또한 여기에 포함되었다.
동아시아 별자리에서 엘나스는 필수(畢宿)에서 오거(五車, 다섯 수레)에 속해 있다. 오거는 엘나스, 마차부자리 이오타, 카펠라, 마차부자리 베타, 마차부자리 세타로 이루어져 있다. 이 중 엘나스를 단독으로 부르는 명칭은 오거오(五車五)로 '오거 중 다섯 번째 별'이라는 뜻이다.

## 특징
엘나스의 절대등급은 -1.34로 같은 별자리에 있는 플레이아데스 성단의 구성원 중 마이아와 비슷하다. 마이아처럼 엘나스 역시 B 분광형의 거성으로 밝기는 태양광도의 700 배이다. 엘나스는 주계열 단계를 떠나 거성으로 진화한 상태로, 주계열 시절에 비해 부피는 커졌으나 표면 온도는 내려간 상태이다. 다만 엘나스는 지구로부터 130 광년 떨어져 있어 거의 세 배 가까이 먼 마이아(360 광년)보다 우리 눈에 더 밝게 보인다.
엘나스는 수은-망가니즈 항성으로 자기장 활동이 나타나지 않으며 스펙트럼상 몇몇 무거운 원소들의 특징이 강렬하게 나타나 화학적으로 특이한 성질을 보여준다. 엘나스는 대기 중 망간의 함량 비율이 태양보다 상대적으로 매우 높지만 칼슘과 마그네슘이 차지하는 비율은 태양보다 작다. 이 별의 스펙트럼에는 수은의 특징이 그다지 강하게 드러나지 않으나 실리콘과 크로뮴의 존재는 뚜렷하게 나타나므로 일부 논문 저자들은 엘나스에 'SrCrEu 별' 또는 'Ap 별' 분광형을 부여하기도 했다.
엘나스는 천구상 은하반중심방향으로부터 수 도 떨어진 곳에 있는데 이 곳에는 M36, M37, M38처럼 성운 및 성단이 다수 자리잡고 있다. 가끔 달이 별을 가리기도 하는데 이런 엄폐 현상은 2007년의 경우처럼 달의 승교점이 춘분점 근처에 있을 때 발생한다. 엘나스는 달의 엄폐영역 중 북쪽 가장자리 부분에 위치하고 있기 때문에 대부분의 엄폐는 남반구에서만 볼 수 있다. 다만 드물게 캘리포니아주 남단에서도 관측이 가능한 경우가 있다.

## 동반천체
동반천체로 추정되는 어두운 별이 엘나스에 가까이 붙어 있다. 안시이중성 BD+28 795B도 있는데 이 별의 위치각은 239도이며 주성(主星)으로부터 33.4 초각 떨어져 있다.
엘나스의 갈색왜성 및 행성 동반천체를 찾는 과정에서 더 가깝고 어두운 별 여섯 개를 찾아냈지만 이들 모두 중력으로 묶이지 않아 단순한 배경 천체로 보인다.